# Juzet-d'Izaut
 Juzet-d'Izaut  là một xã thuộc tỉnh Haute-Garonne trong vùng Occitanie tây nam nước Pháp. Xã này nằm ở khu vực có độ cao trung bình 579 mét trên mực nước biển.